# Форстер, Анна-Лена
Анна-Лена Форстер (нем. Anna-Lena Forster; род. 15 июня 1995, Радольфцелль, Баден-Вюртемберг) — немецкая горнолыжница, двукратная чемпионка зимних Паралимпийских игр 2018 года, дважды серебряный призёр и однократный бронзовый призёр зимних Олимпийских игр 2014 года.

## Биография
Уроженка города Радольфцелле (Констанц). Родилась без правой ноги, в левой ноге недоставало нескольких костей. Начала заниматься лыжным спортом в лыжном клубе Мюнхена. Выступает в классе LW12 (для соревнующихся сидя) на монолыжне с лыжными палками-стабилизаторами (аутриггерами). Окончила Фрайбургский университет Альберта Людвига, по специальности психолог. Увлекается баскетболом на колясках и прыжками на трамплине.
На чемпионате мира 2013 года в испанской Ла-Молине она завоевала серебряную медаль в слаломе, пройдя дистанцию за 2 минуты 31,31 секунды. В суперкомбинации заняла 4-е место, в супергиганте заняла 5-е место, гигантский слалом не завершила. Выступала на зимних Паралимпийских играх 2014 года в Сочи: в слаломе она прошла дистанцию за 2 минуты 14,35 секунд, вследствие чего ей первоначально присудили победу и об этом написали СМИ. Её соотечественница Анна Шаффельхубер прошла дистанцию быстрее, однако была дисквалифицирована за то, что её стабилизаторы не находились в нужном положении в начале первого заезда. В результате поданной апелляции Шаффельхубер добилась присуждения себе победы и золотой медали, а Форстер стала серебряным призёром. На тех же играх она стала серебряным призёром в суперкомбинации, также уступив Шаффельхубер, причём только эти спортсменки завершили всю дистанцию. Также она завоевала бронзовую медаль в гигантском слаломе, уступив Шаффельхубер и австрийке Клаудии Лёш (результат 2 минуты 59,33 секунды). Супергигант она не завершила, в скоростном спуске стала четвёртой.
Форстер была номинирована на премию Спортсменки года Баден-Вюртемберга в 2012 году, в 2013 году награждена золотой медалью Радольфцелля за свои заслуги. На Олимпиаде 2018 года стала чемпионкой в слаломе и суперкомбинации.